# Tiagba
Tiagba, de son vrai nom[pas clair] Krogbo, est un village lacustre de 4 000 habitants situé sur une île de la lagune en Côte d'Ivoire. Il se trouve à 100 km à l'ouest d'Abidjan, entre les villes de Dabou et Grand-Lahou. À la différence du Ghana, du Togo et surtout du Bénin, les villages lacustres sont très peu nombreuses en Côte d'Ivoire.

## Toponymie
Krogbo vient de kro (oie) et gbo (île) en langue aporo, un des trois groupes composant les Ahizis.

## Géographie
Tiagba est accessible par 20 km de piste à partir de la route dite côtière reliant Abidjan à San-Pédro.
L'île sur laquelle est construit le village fait 52 hectares et culmine à 100 mètres d'altitude.

## Population
Le village semble être avoir été originellement peuplé par les Ahizis.

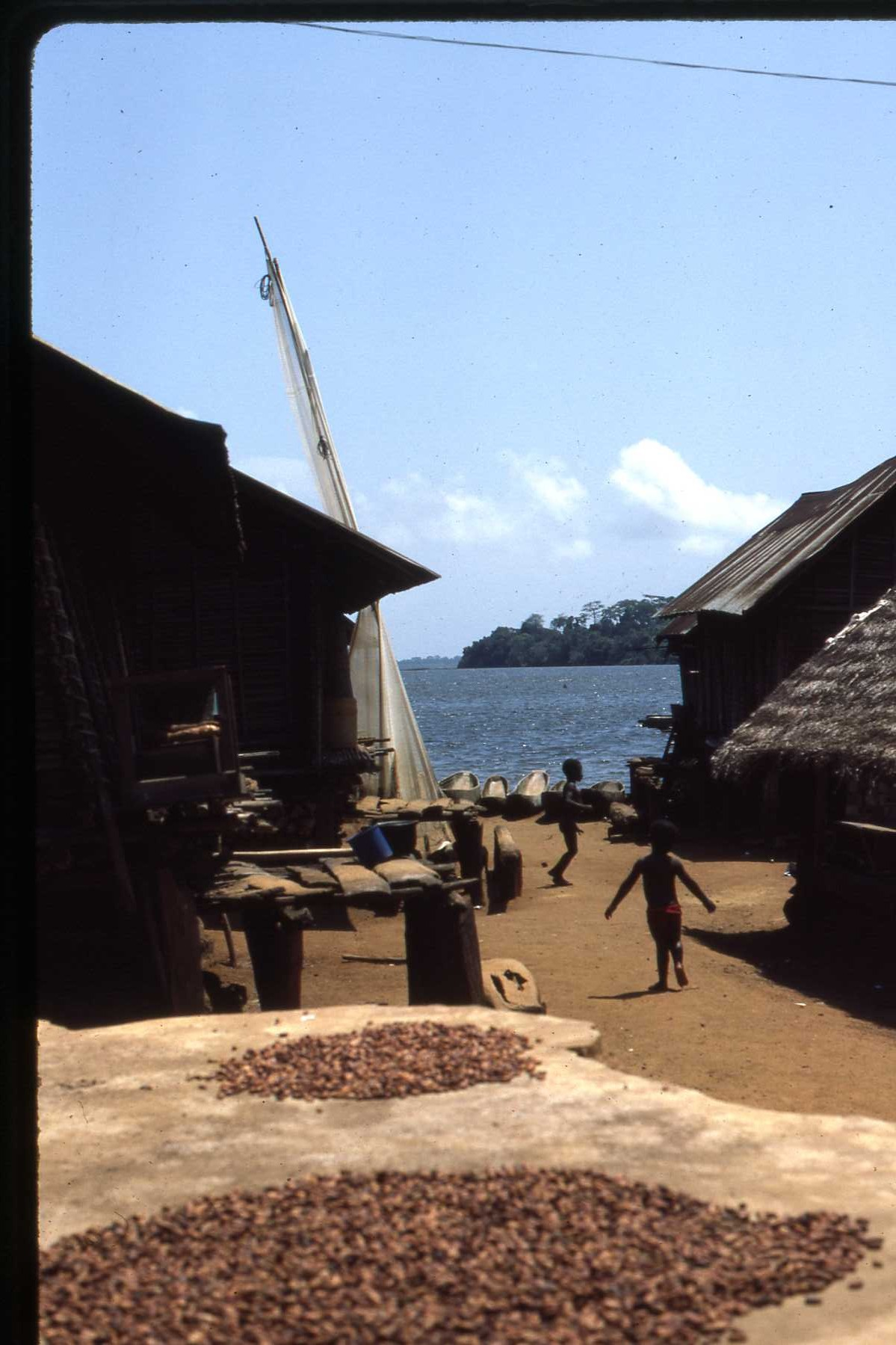
Tiagba
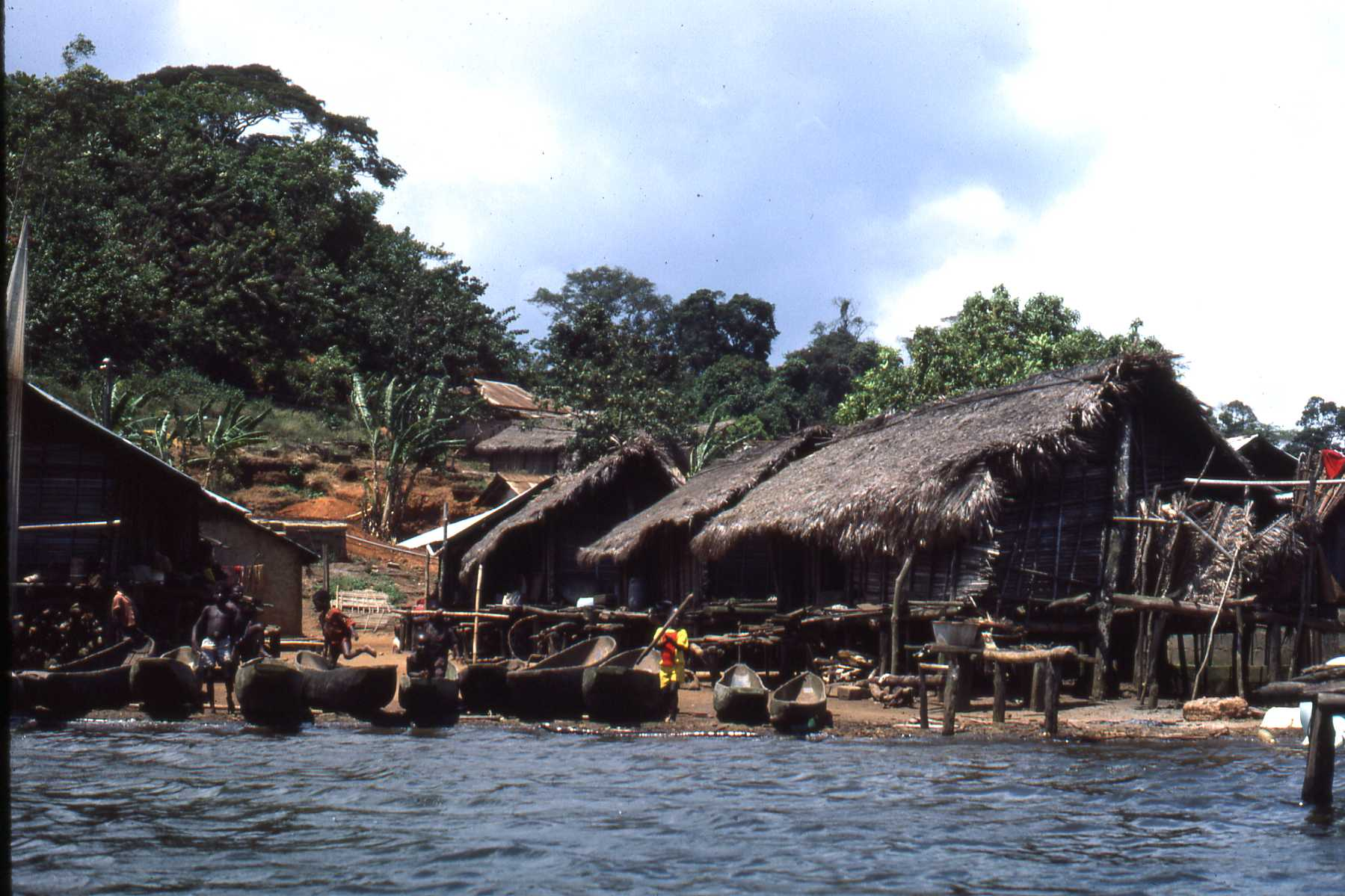
Tiagba

## Personnalités liées à la région
- Djessan Ayateau, chanteur et acteur